# Todd Harrity
Todd Harrity, né le 16 septembre 1990 à Bryn Mawr, est un joueur professionnel de squash représentant les États-Unis. Il atteint le 34e rang mondial en février 2022, son meilleur classement. Il est champion des États-Unis à trois reprises entre 2015 et 2019. Il prend sa retraite sportive en juillet 2024.

## Biographie
Ses parents sont deux joueurs de squash assidus et il grandit en pratiquant le squash, le tennis et le tennis de table à Haverford. Il devient rapidement le meilleur joueur en catégorie de jeunes et rejoint l'équipe de squash de l'université de Princeton qui possède de brillants entraîneurs. En 2013, il termine sa carrière universitaire en battant Ali Farag lorsque Princeton et Harvard se rencontrent. Il décide alors de passer professionnel bien qu'aucun Américain n'ait jamais brillé sur le circuit professionnel. Il réalise sa plus grosse performance lors du Tournoi des champions 2019, tournoi platinum réunissant l'élite des joueurs, lorsqu'il accède au 2e tour après une victoire face au 22e mondial Yip Tsz Fung.
En 2018, il fait son coming out sur Twitter, devenant de ce fait le premier joueur de squash professionnel ouvertement gay.

## Palmarès

### Titres
- Championnats des États-Unis : 3 titres (2015, 2016, 2019)